# Revolution blues
Revolution blues is een nummer van Neil Young. Het is afkomstig van zijn elpee On the beach uit 1974.

## Sekteleider Charles Manson
Revolution blues bevat een verwijzing naar het gedachtegoed van Charles Manson, de sekteleider van de zogeheten Manson Family die in 1971 tot een levenslange gevangenisstraf werd veroordeeld wegens moord en aanstichting daartoe. Deze zaak werd later ook wel bekend als de Manson-moorden (1969).
Young had Manson ontmoet en had wel enige bewondering voor zijn muzikale kwaliteiten en tekstdichtkunst. Hij zou volgens hem geen song-writer maar een song-spewer zijn, die drie à vier minuten achter elkaar een nieuw lied kon zingen met een tekst die ertoe deed en zonder dat hij in herhaling viel. Young noemde Manson mysteriously compelling en heeft de Manson Family ook ontmoet. In die tijd gaf Young een positief beeld over zijn muzikale kwaliteiten aan platenbaas Mo Ostin: "This guy, he’s good. He’s just out of control."
Het nummer is geschreven vanuit het perspectief van een moorddadige psychopaat. Een fragment uit de tekst is bijvoorbeeld: Well, I hear that Laurel Canyon is full of famous stars. But I hate them worse than lepers and I'll kill them in their cars. Een ander fragment is: And ten million dune buggies comin' down the mountains. Dit verwijst naar het plan van Manson om een leger op te richten om een rassenoorlog te beginnen. Het is tevens een aanklacht tegen de scheiding tussen arm en rijk en de gevolgen van de hippie enclave in Laurel Canyon, een woonwijk van Los Angeles, waar onder andere Joni Mitchell samenwoonde met Graham Nash. De hoofdpersoon woonde aan de rand van de stad in erbarmelijke omstandigheden en was een last voor de rijkere lui: wapens en munitie genoeg. 
Medebandlid David Crosby had duidelijk bedenkingen.  Ook later tijdens een tournee van Crosby, Stills, Nash & Young wilde hij het eigenlijk niet spelen. Crosby, Stills en Nash waren de iconen van de "Peace & Love"-hippiecultuur en Young wilde graag een ander geluid laten horen.

## Covers
Er verschenen verschillende covers op albums van andere musici, zoals van Howe Gelbs Band of Blacky Ranchette (Band of Blacky Ranchette, 1985), The Waco Brothers (Do you think about me?, 1997), Blackhearts-gitarist Eric Ambel (This note's for you too!, 1999), Sarach (Songs of dreamhomes and heartaches, 2008), Everest (A MusiCares Tribute to Neil Young – muziekvideo, 2011) en Lee Ranaldo & The Dust (Acoustic dust, 2014).